# ریزا
شهر ریزا (به آلمانی: Riesa) در ایالت زاکسن در کشور آلمان واقع شده‌است.